# Campeonato Europeo de Patinaje Artístico sobre Hielo de 1956
El XLVII Campeonato Europeo de Patinaje Artístico sobre Hielo se realizó en París (Francia) del 19 al 21 de enero de 1956. Fue organizado por la Unión Internacional de Patinaje sobre Hielo (ISU) y la Federación Francesa de Deportes de Hielo.

## Resultados

### Masculino
| Puesto | Nombre         | País           | Puntos |
| ------ | -------------- | -------------- | ------ |
| Oro    | Alain Giletti  | Francia        |        |
| Plata  | Michael Booker | Reino Unido    |        |
| Bronce | Karol Divín    | Checoslovaquia |        |

### Femenino
| Puesto | Nombre          | País        | Puntos |
| ------ | --------------- | ----------- | ------ |
| Oro    | Ingrid Wendl    | Austria     |        |
| Plata  | Yvonne Sugden   | Reino Unido |        |
| Bronce | Erica Batchelor | Reino Unido |        |

### Parejas
| Puesto | Nombre                       | País                | Puntos |
| ------ | ---------------------------- | ------------------- | ------ |
| Oro    | Sissy Schwarz / Kurt Oppelt  | Austria             |        |
| Plata  | Marianna Nagy / László Nagy  | Hungría             |        |
| Bronce | Marika Kilius / Franz Ningel | Alemania Occidental |        |

### Danza en hielo
| Puesto | Nombre                          | País        | Puntos |
| ------ | ------------------------------- | ----------- | ------ |
| Oro    | Pamela Weight / Paul Thomas     | Reino Unido |        |
| Plata  | June Markham / Courtney Jones   | Reino Unido |        |
| Bronce | Barbara Thompson / Gerard Rigby | Reino Unido |        |

## Medallero
| Núm. | País                | Oro | Plata | Bronce | Total |
| ---- | ------------------- | --- | ----- | ------ | ----- |
| 1    | Austria             | 2   | 0     | 0      | 2     |
| 2    | Reino Unido         | 1   | 3     | 2      | 6     |
| 3    | Francia             | 1   | 0     | 0      | 1     |
| 4    | Hungría             | 0   | 1     | 0      | 1     |
| 5    | Alemania Occidental | 0   | 0     | 1      | 1     |
| 5    | Checoslovaquia      | 0   | 0     | 1      | 1     |
|      | TOTAL               | 4   | 4     | 4      | 12    |